# Branko Skroče
Branko Skroče (né le 17 mai 1955) est un ancien joueur yougoslave de basket-ball, évoluant aux postes de meneur et d'arrière.

## Palmarès

### Équipe nationale
- Champion du monde 1978
- Champion olympique 1980
- Médaille d'argent au championnat d'Europe 1981